# Klappmütze
Die Klappmütze (Cystophora cristata), Klappmützenrobbe oder Mützenrobbe ist eine arktische Robbe, die nach dem mützenartigen Wulst auf Stirn und Nase des Männchens benannt ist.

## Merkmale

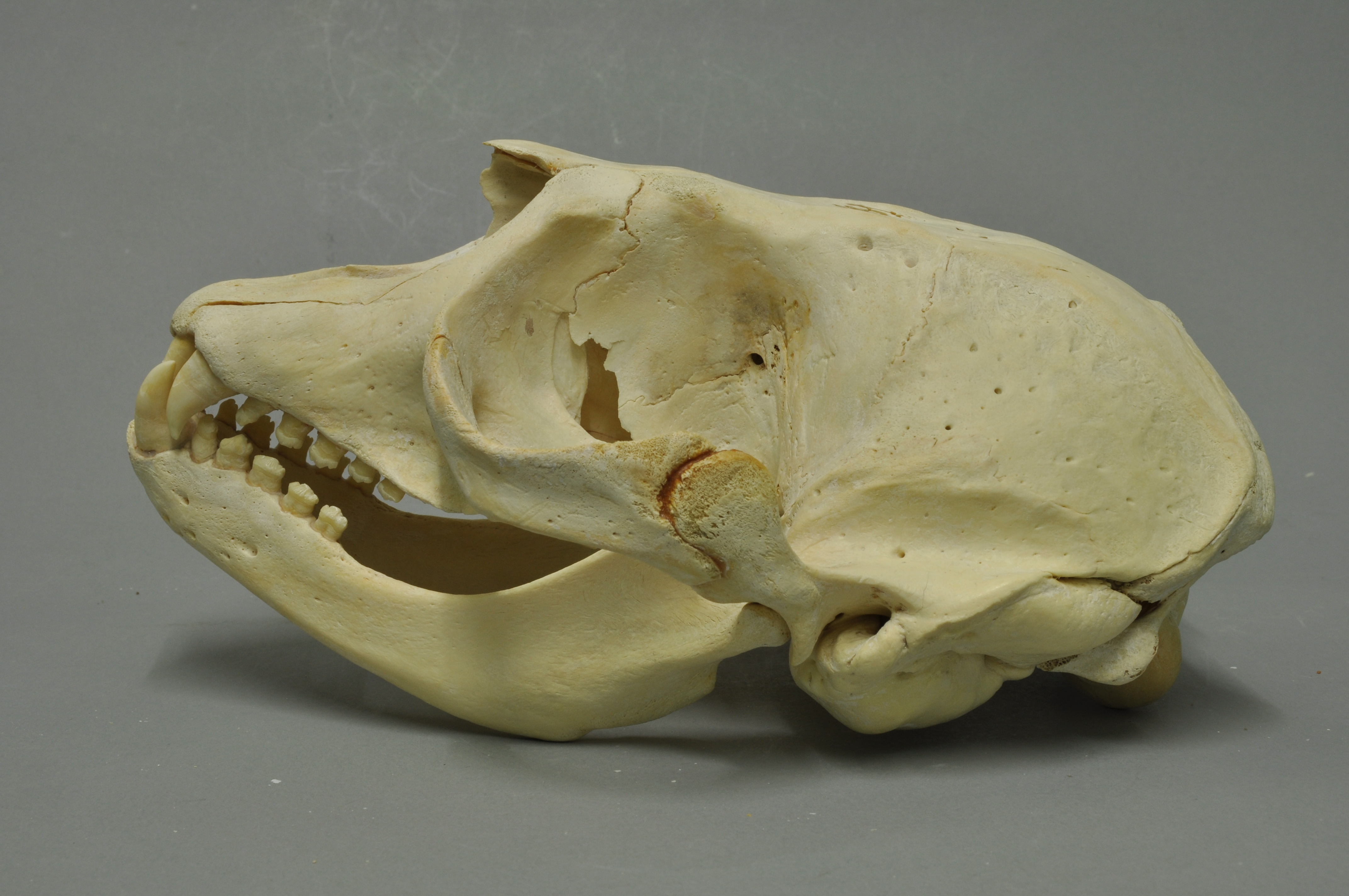
Schädel

Der mützenartige Aufsatz ist tatsächlich eine Wucherung der Nase. Statt wie beim See-Elefanten wie ein Rüssel herabzuhängen, befindet sich dieses merkwürdige Gebilde auf der Stirn des Männchens. Die „Mütze“ beginnt sich im vierten Lebensjahr zu entwickeln. Sie ist entlang der Nasenscheidewand zweigeteilt. Das Männchen kann diese Mütze aufblasen, so dass sich die Größe seines Kopfes um das Doppelte zu vergrößern scheint. Dieses Mittel setzt das Männchen während der Paarungszeit und als Drohgebärde ein.
Das Männchen der Klappmütze ist etwa zweieinhalb Meter lang und wiegt 300 kg. Weibchen sind kleiner: Sie messen etwa 2 m und sind 200 kg schwer. Die Farbe ist silbrig; der Körper ist mit dunklen, unregelmäßigen Flecken übersät. Der Kopf ist deutlich dunkler als der übrige Körper und ungefleckt.

## Lebensraum

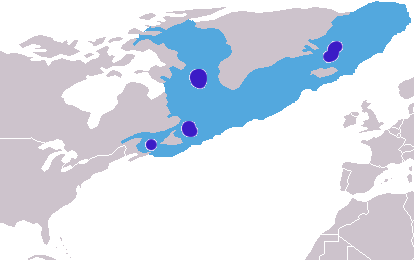
Das Verbreitungsgebiet der Klappmütze (hellblau) und ihre Paarungsgebiete (dunkelblau)

Die Klappmütze lebt in den arktischen Meeren nördlich von Kanada, Grönland und Europa. Das Verbreitungsgebiet reicht von Baffinland über Neufundland und Island bis Spitzbergen. Verirrte Einzeltiere wurden auch schon an den Küsten Großbritanniens, Portugals und Deutschlands gefunden. Klappmützen leben auf dem Treibeis über tiefen Wasserschichten. Sie meiden die Küsten und das Packeis und bringen auch die Jungen auf schwimmenden Eisschollen zur Welt, wenn solche mit ausreichender Größe und Festigkeit verfügbar sind.

## Lebensweise

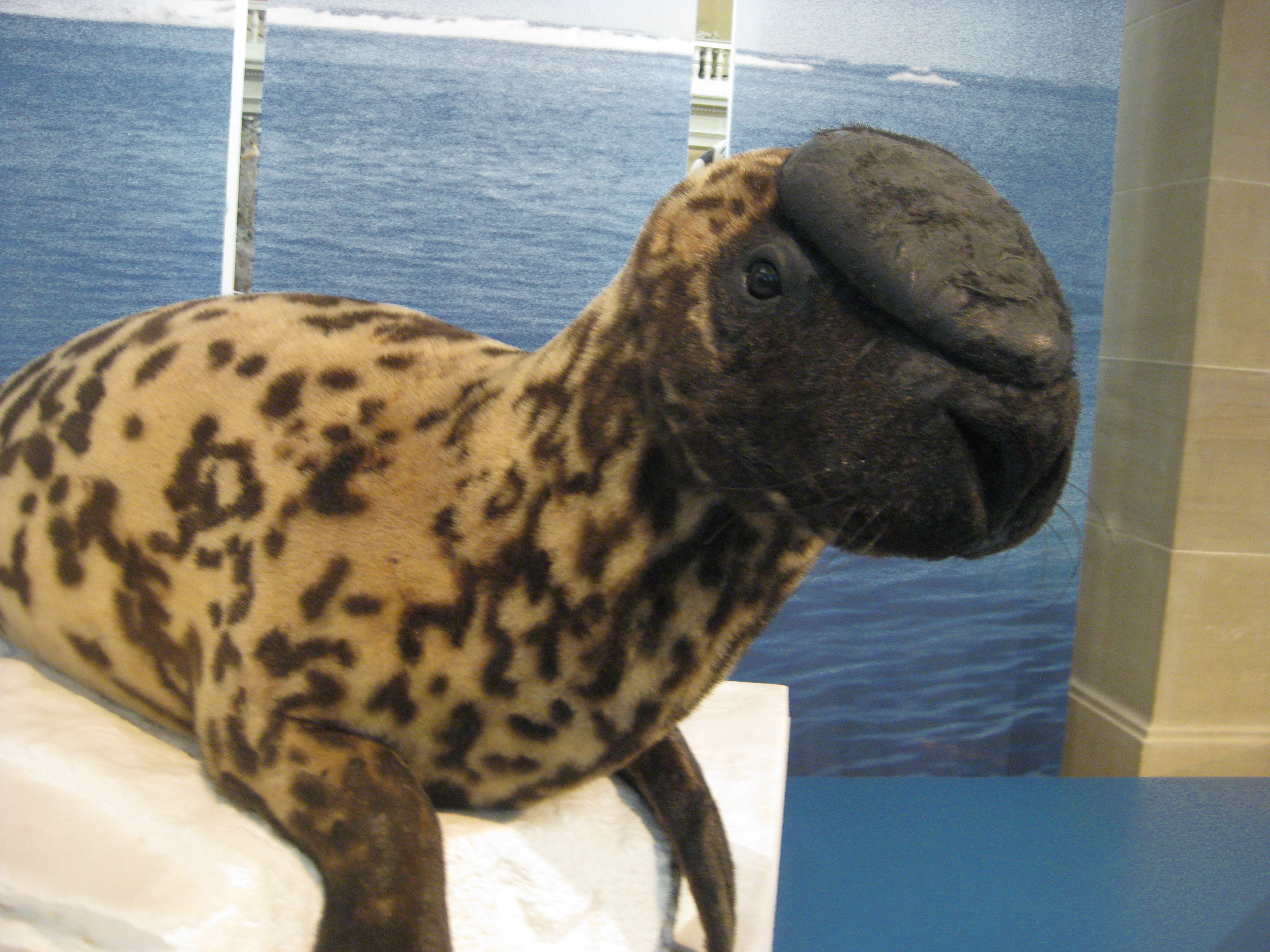
Klappmütze im Museum Koenig, Bonn

Klappmützen sind einzelgängerische Robben, die keine Kolonien bilden. Zum Werfen finden sich aber im März mehrere Weibchen zu losen Gruppen zusammen, wobei die Einzeltiere jeweils mindestens 50 m voneinander entfernt sind. Wenn ein Weibchen ein Junges aufzieht, ist es für diese Zeit in Gesellschaft eines Männchens, das sehr aggressiv gegen Artgenossen auftritt. Um das Recht, das Weibchen zu beschützen, kann es zwischen Klappmützen-Männchen zu Kämpfen kommen. Sie blasen dann ihre „Mützen“ auf und versuchen einander zu beißen. Das Interesse der Männchen liegt nicht nur im Schutz der Jungen, sondern auch in der Sicherung des Rechts, sich nach der Entwöhnung des Jungtiers mit dem Weibchen zu paaren. Starke Männchen können auch mehrere Weibchen im Umkreis bewachen.
Die Jungtiere haben ein bläuliches Fell, sie wurden früher von den Robbenjägern als „Blaumänner“ bezeichnet. Sie werden etwa vier bis sechs Tage von der Mutter gesäugt, was unter allen Säugetieren die kürzeste Stillzeit ist.
Anschließend verlassen die Weibchen ihr Junges, um sich mit dem wartenden Männchen im Wasser zu paaren. Die Jungen bleiben einige Wochen allein auf dem Eis, verlieren in dieser Zeit beträchtlich an Gewicht und gehen schließlich ins Wasser, um zu jagen. Klappmützen fressen Fische und Tintenfische.

## Parasiten
Die Klappmütze ist einer der Wirte für die Seehundlaus Echinophthirius horridus.

## Sonstiges
Wegen des Trans der Alttiere und des blauen Fells der Jungen wurden Klappmützen im 19. und 20. Jahrhundert massenhaft geschlachtet. Noch in den 1970ern kamen jährlich fast 100.000 Klappmützenfelle in den Handel. Nachdem die USA 1972 und die Staaten Europas in den 1980ern den Import von Robbenfellen untersagten, sank die Nachfrage beträchtlich, die Bestände haben sich seitdem erholt. Heute werden noch jährlich schätzungsweise 5000 Klappmützen getötet, die Art ist nicht bedroht. Die weltweite Population wurde 1993 auf 500.000 bis 600.000 Tiere geschätzt.
Wegen der wuchernden Vergrößerung der Nase des Männchens hat man oft eine Verwandtschaft der Klappmütze mit den See-Elefanten angenommen. Beide Gattungen wurden unter dem Namen „Rüsselrobben“ zusammengefasst. Heute hält man diese Entwicklung für ein Beispiel konvergenter Evolution und betrachtet sie nicht mehr als verwandt.